# Мирослав Караулац
Мирослав Караулац (Мркоњић Град, 7. јул 1932 — Београд, 19. март 2011) српски је књижевник.
Рођен је у Мркоњић Граду. Ту је кренуо у основну школу, а затим се са родитељима преселио у Соко Бању. Гимназију је похађао у Бањој Луци и Бихаћу. Студирао је романистику на сарајевском и београдском универзитету, где је и дипломирао са тезом о Лотреамону. Докторирао је на Универзитету у Стразбуру.
Караулац је песник, приповедач, историчар књижевности, преводилац. Радио је као професор, новинар, драматург, лектор и предавач на универзитетима у Лиону и Дижону. Један је од најбољих познавалаца и тумача Андрићевих дела. Његова дела одликује смисао за мозаичко приказивање, при чему се ситуације и призори, песничке слике и језички хронотипи организују истовремено око просторне и временске осе.

## Дела
Збирке песама
- Тихи наслов, 1969.
- Дрво са речима, 1975.

Књига прича
- Фатална кожа, 1964.

Романи
- Топлотни удар, 1972.
- Водич кроз Варџар-Вакуф, 1984.

Монографије
- Рани Андрић, 1980. и 2003.
- Иво Андрић: Писма

Збирка
- Цивилни врт